# Helen Mirren
Dame Ilyena Vasilievna Mironova, DBE (nascuda el 26 de juliol de 1945 a Chiswick), de nom artístic Helen Mirren, és una actriu anglesa de teatre, cinema i televisió. És coneguda del gran públic per ocupar el paper principal de la sèrie Prime Suspect, on interpreta la inspectora Jane Tennison.

## Biografia
Nascuda d'un pare descendent de l'aristocràcia militar russa i d'una mare benestant, filla del carnisser oficial de la reina Victòria, Helen Mirren segueix estudis en un institut catòlic per a noies. Al National Youth Theatre, amb divuit anys, comença la seva carrera teatral a la Gran Bretanya, on destaca en la interpretació d'obres de William Shakespeare. S'integra aleshores a la Royal Shakespeare Company de la qual serà una de les més eminents representants.
El seu primer paper en el cinema es remunta al 1969 amb Age of Consent de Michael Powell abans de veure, el 1973, per primera vegada el seu nom als crèdits de O Lucky Man de Lindsay Anderson. El 1981, interpreta la fada Morgana a l'epopeia de John Boorman Excalibur.
El 1984, rep un Premi d'interpretació femenina a Cannes pel seu paper de vídua irlandesa a Cal de Pat O'Connor, que repeteix el 1995 gràcies a la seva interpretació, d'una vintena de minuts aproximadament, de Charlotte de Mecklembourg-Strelitz, a La follia del rei George de Nicholas Hytner
El 2006, la Copa Volpi per la millor interpretació femenina rebuda a la 63a Mostra de Venècia premia la seva interpretació d'un cap coronat a The Queen de Stephen Frears. Hi interpreta una impàvida Elisabet II amb l'autoritat debilitada per la defunció de la seva exjove Lady Diana.
El febrer de 2007, guanya dos Globus d'Or a la millor actriu de comèdia, a la mateixa cerimònia on és d'altra banda nomenada tres vegades (la primera vegada en la història dels premis). Un va honorar la seva actuació a La reina, l'altre va distingir la seva prestació a Elizabet I, el telefilm de Tom Hooper, pel qual ja havia guanyat l'Emmy per la millor intèrpret femenina en un telefilm o una minisèrie, el 2006. Però és l'obtenció de l'Oscar a la millor actriu el març de 2007 (per La reina) que marca el cim de la seva glòria. Teatre, cinema, televisió... Tot sembla somriure a Helen Mirren, actriu eclèctica i distingida que obté el 2007 el segon Emmy consecutiu, recompensant el seu paper en la sèrie Prime Suspect.
Està casada amb el director Taylor Hackford des de 1997.

## Filmografia i premis
| Any  | Pel·lícula                                                                                    | Paper                        | Notes |
| ---- | --------------------------------------------------------------------------------------------- | ---------------------------- | --- |
| 1967 | Herostratus                                                                                   |                              | |
| 1968 | A Midsummer Night's Dream                                                                     | Hermia                       | |
| 1969 | Red Hot Shot                                                                                  |                              | |
| 1969 | Age of Consent                                                                                | Cora Ryan                    | |
| 1972 | Miss Julie                                                                                    | Miss Julie                   | |
| 1972 | Savage Messiah                                                                                | Gosh Boyle                   | |
| 1973 | O Lucky Man!                                                                                  | Patricia                     | |
| 1975 | Caesar and Claretta                                                                           | Claretta Petacci             | |
| 1976 | Hamlet                                                                                        | Ofèlia/Gertrudis             | |
| 1979 | The Quiz Kid                                                                                  | Joanne                       | |
| 1979 | Calígula (Caligula)                                                                           | Caesonia                     | |
| 1980 | Hussy                                                                                         | Beaty                        | |
| 1980 | The Fiendish Plot of Dr. Fu Manchu                                                            | Alice Rage                   | |
| 1980 | El llarg Divendres Sant (The Long Good Friday)                                                | Victoria                     | |
| 1981 | Excàlibur (Excalibur)                                                                         | Morgana                      | |
| 1984 | Cal                                                                                           | Marcella                     | Premi a la interpretació femenina (Festival de Canes) Nominació – BAFTA a la millor actriu |
| 1984 | 2010: The Year We Make Contact                                                                | Tanya Kirbuk                 | |
| 1985 | Heavenly Pursuits                                                                             | Ruth Chancellor              | |
| 1985 | Coming Through                                                                                | Frieda von Richtofen Weekley | |
| 1985 | White Nights                                                                                  | Galina Ivanova               | |
| 1986 | La costa de 'los Mosquitos' (The Mosquito Coast)                                              | Mare Fox                     | |
| 1988 | Pascali's Island                                                                              | Lydia Neuman                 | |
| 1989 | When the Whales Came                                                                          | Clemmie Jenkins              | |
| 1989 | El cuiner, el lladre, la seva dona i el seu amant (The Cook, the Thief, His Wife & Her Lover) | Georgina Spica               | |
| 1990 | Bethune: The Making of a Hero                                                                 | Frances Penny Bethune        | |
| 1990 | The Comfort of Strangers                                                                      | Caroline                     | |
| 1991 | Where Angels Fear to Tread                                                                    | Lilia Herriton               | |
| 1992 | Prime Suspect 2                                                                               | DCI Jane Tennison            | Nominació – Primetime Emmy a la millor actriu en minisèrie o especial |
| 1993 | The Hawk                                                                                      | Annie Marsh                  | |
| 1993 | Prime Suspect 3                                                                               | DCI Jane Tennison            | Nominació – Primetime Emmy a la millor actriu en minisèrie o especial |
| 1994 | La follia del rei George (The Madness of King George)                                         | Reina Charlotte              | Premi a la interpretació femenina (Festival de Canes) Nominació – Oscar a la millor actriu secundària Nominació – BAFTA a la millor actriu                                                           |
| 1994 | Prince of Jutland                                                                             | Geruth                       | |
| 1995 | The Snow Queen                                                                                | Snow Queen                   | (veu) |
| 1995 | Prime Suspect: The Scent of Darkness                                                          | Supt. Jane Tennison          | Primetime Emmy a la millor actriu en minisèrie o especial |
| 1996 | Some Mother's Son                                                                             | Kathleen Quigley             | |
| 1996 | Losing Chase                                                                                  | Chase Phillips               | Globus d'Or a la millor actriu en minisèrie o telefilm |
| 1996 | Prime Suspect 5: Errors of Judgement                                                          | Detectiu Jane Tennison       | Nominada – Primetime Emmy a la millor actriu en minisèrie o especial |
| 1997 | En estat crític (Critical Care)                                                               | Stella                       | |
| 1998 | Sidoglio Smithee                                                                              |                              | |
| 1998 | El príncep d'Egipte                                                                           | La reina                     | (veu) |
| 1999 | The Passion of Ayn Rand                                                                       | Ayn Rand                     | Primetime Emmy a la millor actriu en minisèrie o telefilm Nominada – Globus d'Or a la millor actriu en minisèrie o telefilm                                                                          |
| 1999 | Segrestant la senyoreta Tingle (Teaching Mrs. Tingle)                                         | Mrs. Eve Tingle              | |
| 2000 | Greenfingers                                                                                  | Georgina Woodhouse           | |
| 2001 | El jurament (The Pledge)                                                                      | Doctora                      | |
| 2001 | No Such Thing                                                                                 | Cap                          | |
| 2001 | Happy Birthday                                                                                | Dona distinguida             | |
| 2001 | Last Orders                                                                                   | Amy                          | |
| 2001 | Gosford Park                                                                                  | Mrs. Wilson                  | Nominació – Oscar a la millor actriu secundària Nominació – Globus d'Or a la millor actriu secundària Nominació – BAFTA a la millor actriu secundària                                                |
| 2002 | Door to Door                                                                                  | Mrs. Porter                  | Nominada – Globus d'Or a la millor actriu en minisèrie o telefilm Nominada – Primetime Emmy a la millor actriu secundària en minisèrie o telefilm                                                    |
| 2003 | The Roman Spring of Mrs. Stone                                                                | Karen Stone                  | Nominada – Globus d'Or a la millor actriu en minisèrie o telefilm Nominada – Primetime Emmy a la millor actriu en minisèrie o telefilm                                                               |
| 2003 | Calendar Girls                                                                                | Chris Harper                 | Nominada – Globus d'Or a la millor actriu musical o còmica Nominació – Satellite Award a la millor actriu còmica o musical                                                                           |
| 2003 | Prime Suspect 6: The Last Witness                                                             | Detectiu Jane Tennison       | Nominada – Primetime Emmy a la millor actriu en minisèrie o telefilm |
| 2004 | The Hitchhiker's Guide to the Galaxy                                                          | Deep Thought                 | Veu |
| 2004 | L'ombra d'un segrest (The Clearing)                                                           | Eileen Hayes                 | |
| 2004 | Raising Helen                                                                                 | Dominique                    | |
| 2005 | Elizabet I                                                                                    | Elisabet I d'Anglaterra      | Emmy a la millor actriu en un telefilm o minisèrie Globus d'Or a la millor actriu en minisèrie o telefilm                                                                                            |
| 2005 | Shadowboxer                                                                                   | Rose                         | |
| 2006 | La reina (The Queen)                                                                          | La reina Elisabet II         | Oscar a la millor actriu Globus d'Or a la millor actriu dramàtica Primetime Emmy a la millor actriu en minisèrie o telefilm BAFTA a la millor actriu Copa Volpi per la millor interpretació femenina |
| 2006 | Prime Suspect: The Final Act                                                                  | Detectiu Jane Tennison       | Primetime Emmy a la millor actriu en minisèrie o telefilm Nominada – Globus d'Or a la millor actriu en minisèrie o telefilm                                                                          |
| 2007 | National Treasure: Book of Secrets                                                            | Emily Appleton               | |
| 2008 | Cor de tinta (Inkheart)                                                                       | Elinor Loredan               | |
| 2009 | L'ombra del poder (State of Play)                                                             | Cameron Lynne                | |
| 2009 | L'última estació (The Last Station)                                                           | Sophia Tolstaya              | Nominada – Oscar a la millor actriu Nominada – Globus d'Or a la millor actriu dramàtica |
| 2010 | The Tempest                                                                                   | Prospera                     | |
| 2010 | The Debt                                                                                      | Rachel Singer                | |
| 2010 | Love Ranch                                                                                    | Grace Botempo                | |
| 2010 | Brighton Rock                                                                                 | Ida                          | |
| 2010 | RED                                                                                           | Victoria                     | |
| 2011 | Arthur                                                                                        | Hobson                       | |
| 2012 | The Door                                                                                      | Emerenc                      | |
| 2012 | Hitchcock                                                                                     | Alma Reville                 | Nominada – Globus d'Or a la millor actriu dramàtica Nominada – BAFTA a la millor actriu |
| 2013 | RED 2                                                                                         | Victoria                     | |
| 2013 | Phil Spector                                                                                  | Linda Kenney Baden           | Nominada – Globus d'Or a la millor actriu en minisèrie o telefilm Nominada – Primetime Emmy a la millor actriu en minisèrie o telefilm                                                               |
| 2014 | Un viatge de deu metres (The Hundred-Foot Journey)                                            | Madame Mallory               | Nominada – Globus d'Or a la millor actriu musical o còmica |
| 2015 | The Golden Lady                                                                               | Maria Altmann                | |
| 2015 | Espies des del cel (Eye in the Sky)                                                           | Coronel Katherine Powell     | |
| 2015 | Trumbo                                                                                        | Hedda Hopper                 | |
| 2016 | Bellesa oculta (Collateral Beauty)                                                            | Brigitte                     | |
| 2017 | The Fate of the Furious                                                                       | Magdalene Shaw               | |
| 2017 | The Leisure Seeker                                                                            | Ella                         | |